# 网易云
网易云是网易公司旗下的云计算和大数据品牌，自2015年起对外开放。服务的自有产品包括网易云音乐、网易云阅读、网易云安全（易盾）、网易云课堂、网易云相册、网易云信等等。
截至2017年底，网易云已为40万企业客户提供服务。
网易旗下网易云游戏产品也简称“网易云”免安装手机运行电脑游戏《逆水寒 (游戏)》、永劫无间等端游